# Incidentes del partido Dinamo Zagreb-Estrella Roja Belgrado de 1990

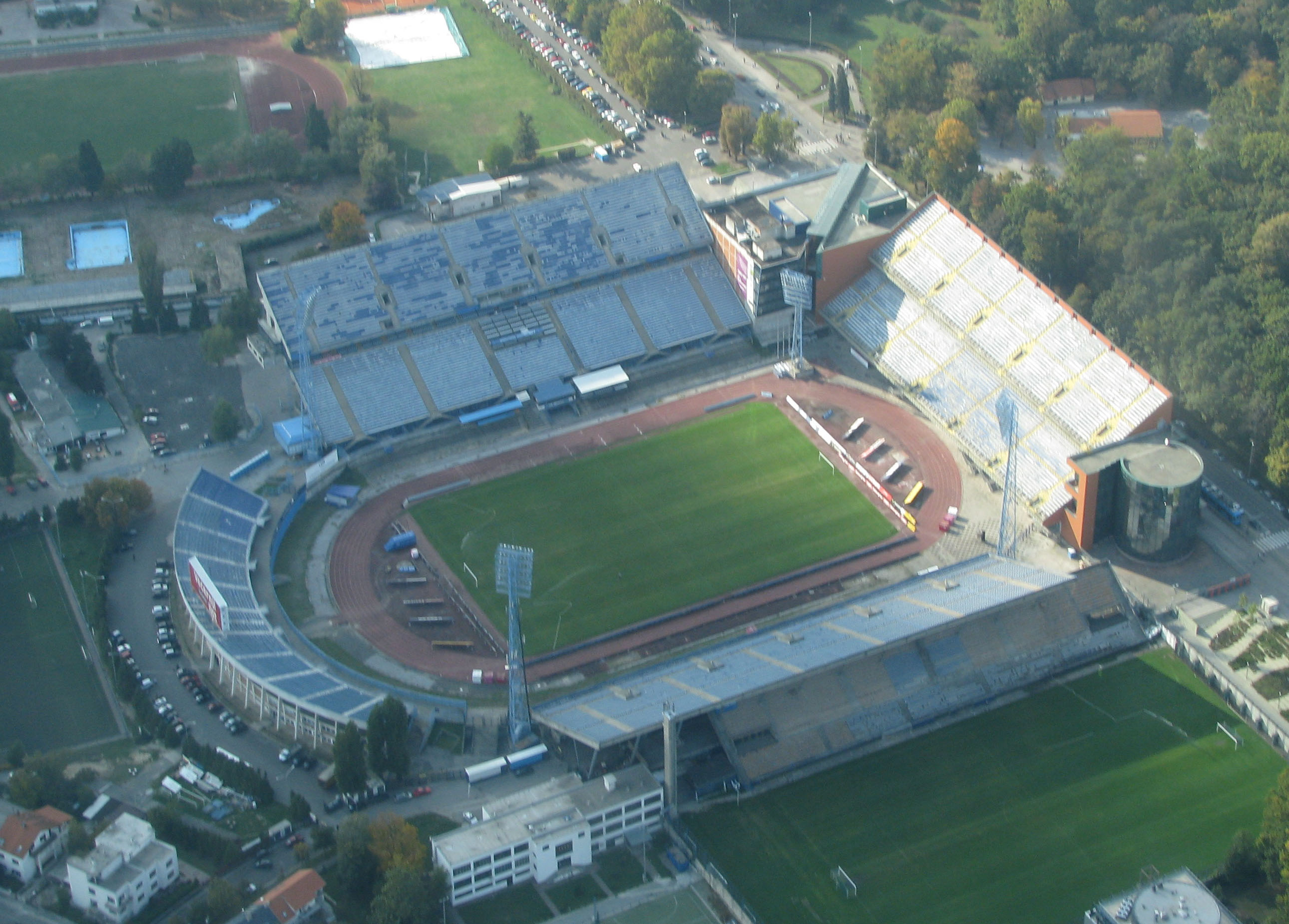
Estadio Maksimirski en Zagreb.

El incidente del partido Dinamo Zagreb-Estrella Roja de Belgrado se trata de un hecho de violencia étnica en la ex Yugoslavia cuyo pretexto fue el partido de fútbol que ocurrido el 13 de mayo de 1990 en el estadio Maksimir de Zagreb capital de Croacia entre los Bad Blue Boys (BBB; grupo ultra del Dinamo Zagreb) y los Delije ("Héroes" o "Valientes"; grupo ultra del equipo Estrella Roja de Belgrado). El incidente se hizo famoso por ocurrir a pocas semanas de celebrarse las primeras elecciones multipartidarias en Croacia desde la proclamación de la República Federativa Popular de Yugoslavia, en estas elecciones la mayoría de votos fue a opciones dirigidas a la independencia de Croacia. Los alborotos dejaron a unas sesenta personas heridas, entre las cuales hubo  gente apuñalada e intoxicada por gases lacrimógenos.

## Contexto
La tensión entre estos dos clubes, declarados rivales y que representaban a los dos principales estados federados de Yugoslavia (Croacia y Serbia) había sido siempre elevada. En 1990 la situación empeoró debido a las tensiones y el clima político que posteriormente acabaría con Yugoslavia.

Se celebraron elecciones libres en la mayoría de las repúblicas de Yugoslavia y los antiguos partidos socialistas, que ya venían tocados tras el fracaso de la XIV La Liga de los Comunistas Yugoslavos, fueron prácticamente expulsados en favor de partidos nacionalistas en cada una de las repúblicas federadas. Las elecciones en Croacia resultaron dando ganador a la Unión Democrática Croata (HDZ) de Franjo Tuđman.
Eslovenia y Croacia, bajo nueva dirección, eran las fuerzas principales detrás de un impulso para reorganizar Yugoslavia en una confederación, sin embargo Serbia con la jefatura de Slobodan Milošević intentó mantener el sistema comunista en toda Yugoslavia (Cuyos resortes de poder controlaba en parte) o avanzar hacia unas elecciones libres de un hombre un voto, dada la mayoría de población serbia en Yugoslavia, esto suponía que Serbia tendría una posición de poder en el nuevo estado, a lo que se oponían croatas y eslovenos principalmente.
Aproximadamente 3.000 Delije hicieron el viaje a Zagreb conducidos por Željko Ražnatović.
En el estadio zagrebiano de Maksimir había entre 15.000 a 20.000 espectadores.

## Incidentes del partido

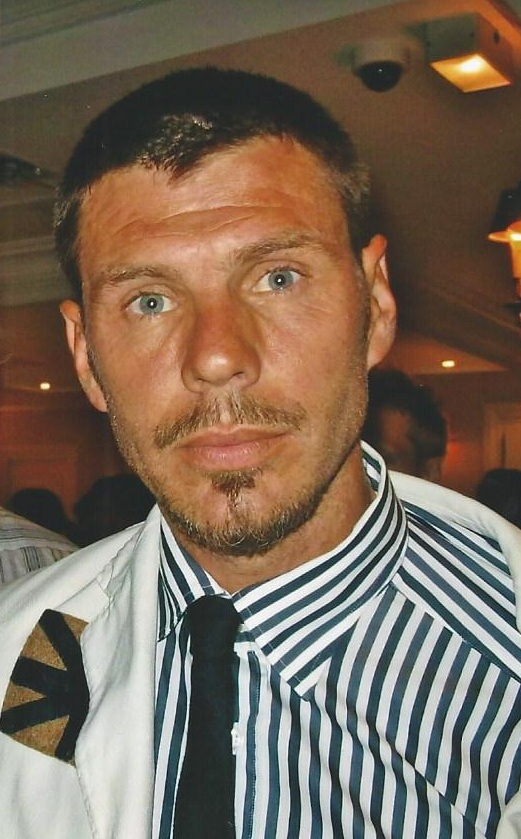
Zvonimir Boban en 2008.

Varias horas antes de que el partido comenzase, se habían sucedido varias reyertas en las calles de Zagreb, entre los simpatizantes croatas del Dinamo Zagreb y los simpatizantes serbios del Estrella Roja. Sin embargo, los hechos principales sucedieron dentro del estadio Maksimir. Los miembros de Delije, en la zona que acondicionaron en el estadio para ellos, comenzaron a rajar los carteles de publicidad y atacaron a los hinchas de Dinamo con los asientos y armas blancas y entonaron cantos nacionalistas serbios como "Zagreb es Serbia" y "mataremos a Tuđman". Los BBB, indignados por las acciones de sus rivales, saltaron al campo media hora después, pero fueron atacados rápidamente por la policía que llegó a emplear gas lacrimógeno. 
En medio del caos, varios jugadores del Dinamo todavía permanecían en el campo, mientras que los jugadores del Estrella Roja enfilaron rápidamente hacia el túnel de vestuarios. Zvonimir Boban, el capitán de Dinamo atacó a un oficial de policía que atacaba a un seguidor del Dinamo con una patada voladora. El BBB salió en defensa de Boban, actuando como escoltas del jugador. Por ello el futbolista es considerado un símbolo de resistencia en Croacia. La Asociación de Fútbol de Yugoslavia suspendió a Boban durante seis meses y se le acusó de cargos criminales aunque el policía que fue atacado (que resultó ser un bosnio musulmán) perdonó en público al jugador por sus acciones unos años después.

"Ahí estaba, un personaje público dispuesto a sacrificar su vida, su carrera y toda la fama que pude haber creado, todo por un ideal, una causa; la causa Croata".
Zvonimir Boban tras el incidente.

## Consecuencias
Este alboroto marcó el principio del fin para la primera Liga Yugoslava de Fútbol la cual duró poco tiempo más antes que Eslovenia, Croacia, República de Macedonia (hoy, Macedonia del Norte) y Bosnia y Herzegovina se separaran de Yugoslavia y de que la región cayera engullida en una guerra étnica fratricida entre los pueblos eslavos del sur, el alboroto también fue considerado como la antesala de la croata guerra de independencia que comenzaría en marzo del año siguiente.